# Jasło
Jasło is een stad in het Poolse woiwodschap Subkarpaten, gelegen in de powiat Jasielski. De oppervlakte bedraagt 36,65 km², het inwonertal 37.805 (2005).

## Verkeer en vervoer
- Station Jasło

## Partnersteden
- Bardejov (Slowakije)

## Geboren in Jasło
- Michał Szpak (1990), zanger
- Roksana Węgiel (2005), zangeres

Stadsdistricten:
Rzeszów · Tarnobrzeg · Przemyśl · Krosno

Districten:
Bieszczady · Brzozów · Dębica · Jarosław · Jasło · Kolbuszowa · Krosno · Łańcut · Lesko · Leżajsk · Lubaczów ·  Mielec · Nisko · Przemyśl · Przeworsk · Ropczyce-Sędziszów · Rzeszów · Sanok · Stalowa Wola · Strzyżów · Tarnobrzeg

Grootste steden:
Dębica · Jarosław · Jasło · Krosno · Mielec · Przemyśl · Rzeszów · Sanok · Stalowa Wola · Tarnobrzeg